# كارديدو
كارديدو، (بالإنجليزية: Cardedu)‏، هي بلدية، في مقاطعة نوورو، في إقليم سردينيا الإيطالي، وتقع على بعد حوالي 80 كم (50 ميل) شمال شرق كالياري، وحوالي 15 كم (9 ميل) جنوب تورتولو.

## السكان
في سنة 1861 بلغ عدد السكان 434 نسمة، وتطور العدد ليصل في سنة 2011 لـ 1٬809 نسمة.
يظهر هذا المخطط البياني تطور النمو السكاني لـ كارديدو